# گروه اسمی
گروه اسمی یا عبارت اسمی به مجموعه‌ای از یک واژه گفته می‌شود که یک گروه دستوری را تشکیل می‌دهند.

## اجزای گروه اسمی
«گروه اسمی» از دو بخش اساسی تشکیل شده‌است: هسته و وابسته‌ها.
- «هسته» مهم‌ترین واژهٔ یک گروه اسمی است. در گروه اسمیِ «همه دانشجویانِ ممتازِ دانشگاهِ استنفورد» هستهٔ عبارت است از «دانشجویان».
- «وابسته» تمام واژگانی هستند که برای تشریح هسته به‌کار می‌روند. وابسته‌ها معمولاً مفعول یا مضاف هستند.

بنابراین، در نمونۀ ذکر شده اجزای گروه اسمی اول به این صورت می‌باشد:
همه = صفت مبهم
دانشجویان = هسته
ممتاز = صفت بیانی
دانشگاهِ استنفورد = مضاف (خود یک گروهِ اسمی است متشکل از اسم + مضاف)
شیوۀ پیدا کردن هسته:
- اگر گروه اسمی یک واژه بود، همان یک واژه هستهٔ گروه اسمی خودش است.
- اگر گروه اسمی چند واژه بود، چنانچه بین آنها نقش نمای اضافه «--ِ-» بود، اولین واژهٔ کسره‌دار، هسته است و اگر بین واژه‌ها کسره نبود، آخرین واژهٔ بی‌کسره هسته می‌شود.

مانند: چند جلد کتابِ خوبِ شعر. (هسته: کتاب)، همین چند جلد کتاب: (هسته: کتاب)(فریدون نشتن)

## جایگاه وابسته‌ها در جمله
بسته به زبان، وابسته‌ها می‌توانند قبل یا بعد از هسته بیایند. برای مثال، در زبان انگلیسی صفات به‌طور معمول قبل از هسته می‌آیند. در زبان فارسی اکثر صفت‌ها غالباً بعد از هسته می‌آیند؛ اما صفاتی چون صفات شمارشی (اول، اولین، نخستین) پیش از هسته می‌آیند.
وابسته‌ها بر دو نوع‌اند:
1. وابستهٔ پیشین: صفت اشاره، صفت مبهم، صفت پرسشی، صفت تعجبی، صفت شمارشی، صفت عالی.و شاخص
2. وابستهٔ پسین: علامت‌«ی» نشانهٔ نکره، صفت شمارشیِ ترتیبیِ نوع دو، مضافٌ‌الیه، صفت بیانی، صفت تدریجی.